# Liga de Honra de 1998–99
A edição de 1998-1999 da Liga de Honra foi a nona edição deste escalão do futebol português.
Foi disputada por 18 clubes: 3 despromovidos da Primeira Liga, 3 promovidos da II Divisão, e os restantes que tinham permanecido.
O vencedor foi o Gil Vicente Futebol Clube. Acompanharam na subida à Primeira Divisão o Belenenses e o Santa Clara, que ficaram em segundo e terceiro lugares respectivamente.
Feirense, União e Estoril foram despromovidos para a II Divisão.

## Equipas
Equipas a disputar a edição em relação à edição anterior
| Despromovidas da Primeira Liga - Belenenses - Leça - Varzim | Mantidos - CF União - Desportivo das Aves - Estoril Praia - Feirense - Felgueiras - Gil Vicente - Maia - Moreirense - Paços de Ferreira - Penafiel - Sporting de Espinho - União de Lamas | Promovidos à 2ª Divisão de Honra - Esposende - Naval - Santa Clara |

## Tabela classificativa
|     | Equipa              | Pts | J  | V  | E  | D  | GM | GS | +/- | Comments                      |
| --- | ------------------- | --- | -- | -- | -- | -- | -- | -- | --- | ----------------------------- |
| 1.  | Gil Vicente         | 68  | 34 | 20 | 8  | 6  | 58 | 24 | +34 | Promovidos à Primeira Divisão |
| 2.  | Belenenses          | 61  | 34 | 17 | 10 | 7  | 55 | 28 | +27 | Promovidos à Primeira Divisão |
| 3.  | Santa Clara         | 55  | 34 | 14 | 13 | 7  | 53 | 37 | +16 | Promovidos à Primeira Divisão |
| 4.  | Desportivo das Aves | 51  | 34 | 14 | 9  | 11 | 46 | 43 | +3  |                               |
| 5.  | Felgueiras          | 50  | 34 | 12 | 14 | 8  | 60 | 40 | +20 |                               |
| 6.  | Leça                | 50  | 34 | 14 | 8  | 12 | 51 | 49 |     |                               |
| 7.  | Sp. Espinho         | 50  | 34 | 13 | 11 | 10 | 45 | 37 | +8  |                               |
| 8.  | Varzim              | 48  | 34 | 13 | 9  | 12 | 51 | 46 | +5  |                               |
| 9.  | Penafiel            | 47  | 34 | 11 | 14 | 9  | 56 | 49 | +7  |                               |
| 10. | Maia                | 46  | 34 | 12 | 10 | 12 | 53 | 50 | +3  |                               |
| 11. | Paços de Ferreira   | 44  | 34 | 10 | 14 | 10 | 38 | 35 | +3  |                               |
| 12. | Moreirense          | 41  | 34 | 11 | 8  | 15 | 40 | 56 | -16 |                               |
| 13. | Naval               | 38  | 34 | 9  | 11 | 14 | 34 | 54 | -20 |                               |
| 14. | Esposende           | 38  | 34 | 8  | 14 | 12 | 24 | 34 | -10 |                               |
| 15. | U. Lamas            | 37  | 34 | 9  | 10 | 15 | 28 | 48 | -20 |                               |
| 16. | Feirense            | 37  | 34 | 9  | 10 | 15 | 34 | 53 | -19 | Despromoção para a II Divisão |
| 17. | CF União            | 33  | 34 | 8  | 9  | 17 | 34 | 50 | -16 | Despromoção para a II Divisão |
| 18. | Estoril Praia       | 28  | 34 | 6  | 10 | 18 | 23 | 50 | -27 | Despromoção para a II Divisão |

Nota 1: cada vitória valia 3 pontos
Referências:
Nota 2: quando dois ou mais clubes têm os mesmos pontos, a classificação é determinada pelos resultados dos jogos entre eles.

## Melhor marcador
Marcos Nangi, mais conhecido como Marcão, futebolista brasileiro, foi o melhor marcador, tendo marcado 23 golos ao longo da época, que jogou pelo Varzim.

## Treinadores
Alguns dos treinadores das equipas no decorrer da época:
| Equipa            | Treinador          |
| ----------------- | ------------------ |
| Belenenses        | Manuel Cajuda      |
| CF União          | Manuel Balela      |
| Esposende         | Luís Campos        |
| Felgueiras        | Diamantino Miranda |
| Gil Vicente       | Álvaro Magalhães   |
| Leça              | Luís Campos        |
| Moreirense        | Carlos Garcia      |
| Paços de Ferreira | Eurico Gomes       |
| Penafiel          | Jorge Regadas      |
| Santa Clara       | Manuel Fernandes   |
| Sp. Espinho       | Carlos Carvalhal   |

1. ↑  «Participantes do Campeonato Português 1999-00». Revista Placar. Setembro de 1999. Consultado em 12 de dezembro de 2023
2. ↑  «Portugal - Final Tables» (PDF). Consultado em 12 de dezembro de 2023. Cópia arquivada (PDF) em 10 de outubro de 2019